# Serie A2 2008-2009 (calcio femminile)
La Serie A2 2008-2009 è stata la settima edizione della Serie A2, la seconda serie del campionato italiano femminile di calcio. Il Brescia e la Lazio hanno vinto i rispettivi gironi e sono stati promossi in Serie A.

## Stagione

### Novità
Dalla Serie A2 2007-2008 sono state promosse in Serie A il Venezia 1984 e la Roma, mentre dalla Serie A 2007-2008 sono stati retrocessi in Serie A2 Trento e Firenze. Dalla Serie B 2007-2008 sono state promosse in Serie A2 Montale 2000, Fortitudo Mozzecane, Gordige, Lazio e Napoli, che prendono il posto delle retrocesse Villaputzu, Graphistudio Campagna, Packcenter Imola e Domoconfort Lecce e dell'escluso Porto Mantovano. La Sampierdarenese si è fusa con il l'A.C.F. Levante, dando origine all'Entella Femminile Chiavari.

### Formula
Le 24 squadre partecipanti sono state divise in due gironi da 12 squadre ciascuno. Nei due gironi le squadre si affrontano in un girone all'italiana con partite di andata e ritorno per un totale di 22 giornate. La prima classificata di ciascun girone è promossa in Serie A. Le ultime due squadre di ognuno dei due gironi sono retrocesse in Serie B.

## Girone A

### Squadre partecipanti
| Club                            | Città           | Stagione 2007-2008     |
| ------------------------------- | --------------- | ---------------------- |
| A.S.D. Atletico Oristano C.F.   | Oristano        | 7º posto in Serie A2/A |
| A.C.F. Brescia Femminile        | Brescia         | 3º posto in Serie A2/A |
| F.C.F. Como 2000                | Como            | 6º posto in Serie A2/A |
| A.C.F.D. Dinamo Ravenna         | Ravenna         | 2º posto in Serie A2/B |
| Entella Femminile Chiavari      | Chiavari        | 4º posto in Serie A2/A |
| A.S.D. Fortitudo Mozzecane C.F. | Mozzecane       | 1º posto in Serie B/B  |
| A.S.D. Gordige Calcio Ragazze   | Cavarzere       | 1º posto in Serie B/C  |
| A.S.D. Montale 2000             | Montale Rangone | 1º posto in Serie B/A  |
| A.S.D. Mozzanica                | Mozzanica       | 2º posto in Serie A2/A |
| S.S. Olbia C.F.                 | Olbia           | 9º posto in Serie A2/A |
| F.C.F. Tradate Abbiate          | Tradate         | 8º posto in Serie A2/A |
| A.C.F. Trento                   | Trento          | 11º posto in Serie A   |

### Classifica finale
|  | Pos. | Squadra                | Pt | G  | V  | N | P  | GF | GS | DR  |
|  | ---- | ---------------------- | -- | -- | -- | - | -- | -- | -- | --- |
|  | 1.   | Brescia                | 53 | 22 | 17 | 2 | 3  | 55 | 26 | +29 |
|  | 2.   | Mozzanica              | 51 | 22 | 17 | 0 | 5  | 59 | 18 | +41 |
|  | 3.   | Como 2000              | 50 | 22 | 16 | 2 | 4  | 50 | 20 | +30 |
|  | 4.   | Dinamo Ravenna         | 40 | 22 | 12 | 4 | 6  | 41 | 24 | +17 |
|  | 5.   | Fortitudo Mozzecane    | 32 | 22 | 10 | 2 | 10 | 39 | 36 | +3  |
|  | 6.   | Tradate Abbiate        | 32 | 22 | 9  | 5 | 8  | 26 | 24 | +2  |
|  | 7.   | Entella                | 27 | 22 | 8  | 3 | 11 | 38 | 36 | +2  |
|  | 8.   | Trento                 | 25 | 22 | 7  | 4 | 11 | 34 | 51 | -17 |
|  | 9.   | Olbia                  | 21 | 22 | 5  | 6 | 11 | 23 | 45 | -18 |
|  | 10.  | Atletico Oristano (-1) | 19 | 22 | 5  | 5 | 12 | 32 | 48 | -16 |
|  | 11.  | Gordige                | 15 | 22 | 4  | 3 | 15 | 26 | 69 | -43 |
|  | 12.  | Montale 2000 (-1)      | 9  | 22 | 2  | 4 | 16 | 25 | 51 | -26 |

Legenda:
      Promosse in Serie A 2009-2010
      Retrocesse in Serie B 2009-2010
Note:
Tre punti a vittoria, uno a pareggio, zero a sconfitta.
L'Atletico Oristano e il Montale 2000 hanno scontato 1 punto di penalizzazione.

## Girone B

### Squadre partecipanti
| Club                           | Città               | Stagione 2007-2008      |
| ------------------------------ | ------------------- | ----------------------- |
| Acmei Bari C.F.                | Bari                | 5º posto in Serie A2/B  |
| A.C.F.D. Aquile Palermo        | Palermo             | 9º posto in Serie A2/B  |
| A.P.D. E.D.P. Jesina           | Jesi                | 6º posto in Serie A2/B  |
| A.C.F. Firenze                 | Firenze             | 12º posto in Serie A    |
| A.F.D. Grifo Perugia           | Perugia             | 8º posto in Serie A2/B  |
| S.S. Lazio C.F.                | Roma                | 1º posto in Serie B/D   |
| A.S.D. Ludos                   | Palermo             | 10º posto in Serie A2/B |
| A.S.D. Carpisa Yamamay Napoli  | Napoli              | 1º posto in Serie B/E   |
| Pisa C.F.                      | Pisa                | 5º posto in Serie A2/A  |
| A.S.D. Terme Cervia C.F.       | Cervia              | 4º posto in Serie A2/B  |
| A.S.D. Upea Orlandia 97        | Capo d'Orlando      | 7º posto in Serie A2/B  |
| A.S.D. Vis Francavilla Fontana | Francavilla Fontana | 3º posto in Serie A2/B  |

### Classifica finale
|  | Pos. | Squadra            | Pt | G  | V  | N | P  | GF | GS | DR  |
|  | ---- | ------------------ | -- | -- | -- | - | -- | -- | -- | --- |
|  | 1.   | Lazio CF (-1)      | 53 | 22 | 16 | 6 | 0  | 66 | 21 | +45 |
|  | 2.   | Firenze (-1)       | 46 | 22 | 14 | 5 | 3  | 70 | 21 | +49 |
|  | 3.   | Cervia             | 42 | 22 | 13 | 3 | 6  | 50 | 35 | +15 |
|  | 4.   | Grifo Perugia      | 40 | 22 | 11 | 7 | 4  | 48 | 27 | +21 |
|  | 5.   | L.F. Jesina        | 34 | 22 | 10 | 4 | 8  | 40 | 42 | -2  |
|  | 6.   | Vis Francavilla F. | 33 | 22 | 9  | 6 | 7  | 34 | 31 | +3  |
|  | 7.   | Upea Orlandia 97   | 31 | 22 | 8  | 7 | 7  | 36 | 32 | +4  |
|  | 8.   | Napoli             | 23 | 22 | 7  | 2 | 13 | 28 | 57 | -29 |
|  | 9.   | Acmei Bari         | 18 | 22 | 5  | 3 | 14 | 24 | 49 | -25 |
|  | 10.  | Pisa               | 17 | 22 | 4  | 5 | 13 | 23 | 51 | -28 |
|  | 11.  | Aquile Palermo     | 15 | 22 | 3  | 6 | 13 | 19 | 44 | -25 |
|  | 12.  | Ludos Palermo      | 13 | 22 | 3  | 4 | 15 | 24 | 52 | -28 |

Legenda:
      Promosse in Serie A 2009-2010
      Retrocesse in Serie B 2009-2010
Note:
Tre punti a vittoria, uno a pareggio, zero a sconfitta.
La Lazio CF e il Firenze hanno scontato 1 punto di penalizzazione.